# Làng Hới
Làng Hới (tên chính thức Hải Triều, tên cũ Hải Hồ, Hải Thị, đôi khi được gọi là làng chiếu Tân Lễ) là một làng nghề truyền thống dệt chiếu cói nằm ở Tân Lễ, Hưng Hà, Thái Bình, Việt Nam. Với vị trí nằm gần ngã ba sông nhiều bãi bồi dễ tiếp cận nguồn cói và đay, nghề dệt chiếu làng Hới xuất hiện sớm nhất vào thời Tiền Lê–Lý, sau phát triển mạnh từ thời trạng nguyên Phạm Đôn Lễ (1457–1531, nhà Hậu Lê) và trở thành một trong các làng dệt chiếu có tên tuổi nhất ở đồng bằng sông Hồng.

## Lịch sử
Là một làng cổ có lịch sử hình thành từ lâu đời, ít nhất là từ thời Tiền Lê, làng Hới đã trải qua nhiều giai đoạn hành chính khác nhau:
- Từ thời Lê sơ, làng thuộc huyện Ngự Thiên, phủ Tân Hưng (sau đổi thành "Tiên Hưng" vì kỵ húy vua Lê Kính Tông).[2]
- Thời Nguyễn mạt–Pháp thuộc, làng thuộc xã Hải An, tổng Tang Giá (huyện cũ Quỳnh Côi).[3]
- Hiện nay, làng là một phần của thôn thôn Hải Triều, xã Tân Lễ, huyện Hưng Hà, tỉnh Thái Bình.[4]

Chữ Hới và chữ Hải trong tiếng Hán đều dùng cùng một chữ 海 khi viết, nên đa số các tên khác của làng Hới đều có chữ Hải: Hải Hồ, Hải Thị và hiện tại là Hải Triều.
Làng Hới nằm ở vị trí gần ngã ba sông, nơi sông Hồng có chi lưu là sông Luộc. Trong sách Dư địa chí của Nguyễn Trãi thì gọi là sông Nông Kỳ, một trong ba kỳ quan của trấn Sơn Nam thời xưa. Với vị trí thuận lợi trồng nguyên liệu và giao thương, người dân nơi đây đã sớm học được nghề dệt chiếu và phát triển thành làng nghề truyền thống. Từ thế kỷ thứ 15, với việc học hỏi nghề dệt chiếu từ Trung Quốc của trạng nguyên Phạm Đôn Lễ, nghề dệt chiếu ở làng Hới phát triển mạnh và thành một trong những sản phẩm thủ công nổi tiếng của đồng bằng sông Hồng.

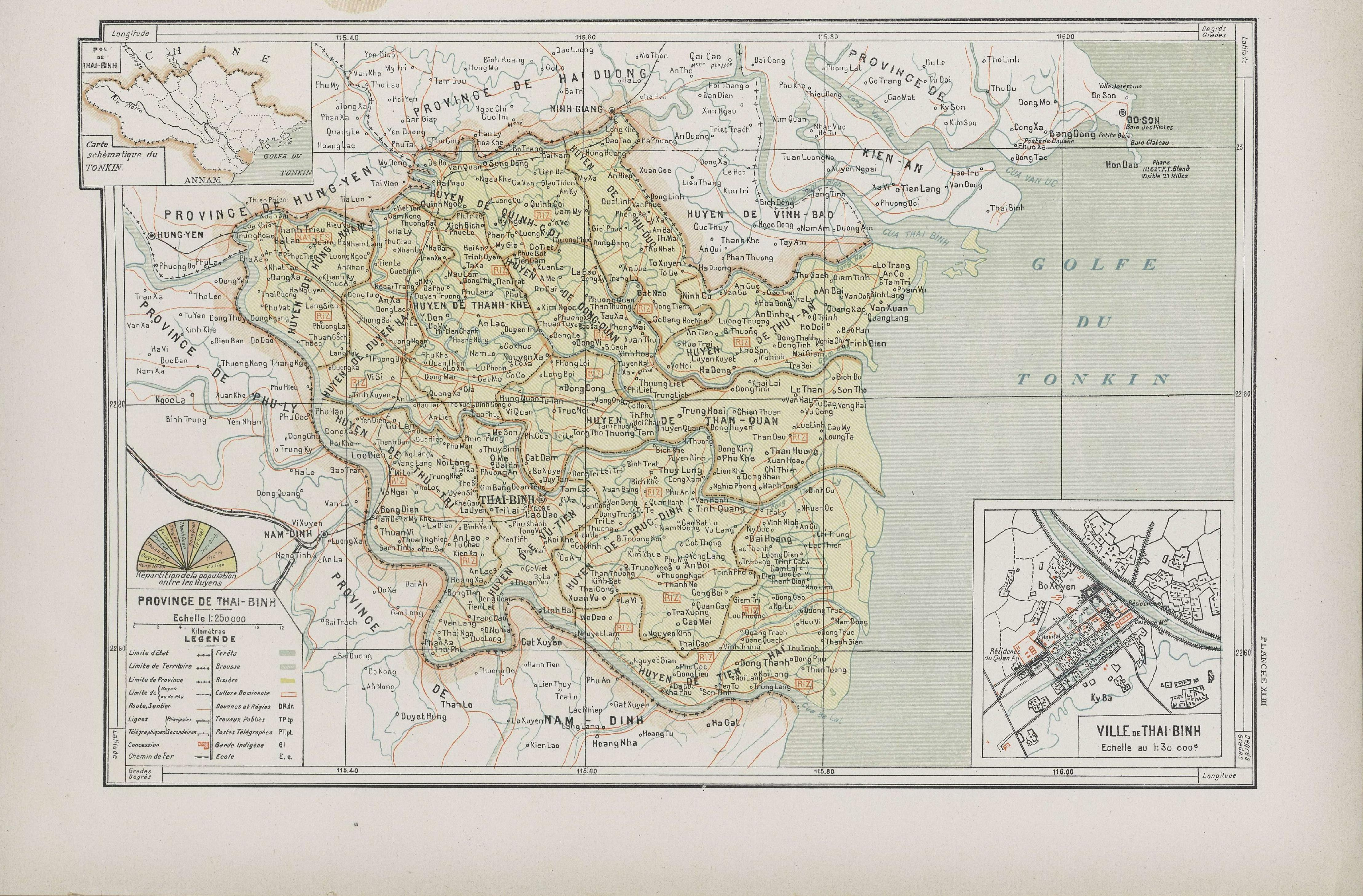
Bản đồ tỉnh Thái Bình năm 1909, làng Hới nằm kế cận khu vực Thanh Triều, huyện Hưng Nhân (xa nhất hướng bên trái bản đồ).

Về sau, khu vực huyện Hưng Nhân xung quanh làng Hới đã trở thành một vùng dệt chiếu đông đúc có lên tới 20 làng chuyên dệt chiếu. Sách Đại Nam nhất thống chí của nhà Nguyễn có ghi nhận rằng "Chiếu trơn xã Thanh Triều, Hải Triều (làng Hới)
huyện Hưng Nhân sản xuất tốt hơn cả", và ở thế kỷ 18 thương gia nhà Thanh (Trung Quốc) đã qua vùng chiếu làng Hới thu gom chiếu rất nhiều. Năm đầu thế kỷ 19, qua tay các thương gia người Hoa, chiếu cói làng Hới đã được đưa đi Hương Cảng (Hồng Kông) và một số nước châu Âu.
Đến thời Pháp thuộc, nhiều người nước ngoài, trong đó đặc biệt là người Hoa, tìm đến khu vực Tân Lễ và lân đầu tư mở xưởng chiếu cùng với người Việt; sản phẩm làm ra đem về bán ở Trung Quốc. Chiếu xuất đi Trung Quốc thời kì này là chiếu cuộn dài hẹp có độ dài tới 35m. Thời kỳ này các xưởng chiếu do người Hoa quản lý đã thu hút từ 500–700 lao động và sản lượng chiếu dệt ra dao động từ 5.000 cuộn khi ít nhất, lên tới 24.000 cuộn (tương đương 84.000m) khi nhiều nhất. Tuy thời kỳ này nhiều làng cùng làm chiếu, nhưng làng Hới vẫn có tiếng nhất trong khu vực sản xuất chiếu ở Thái Bình.
Sau Cách mạng Tháng Tám năm 1945, các xưởng dệt chiếu của người nước ngoài ngưng sản xuất, nghề dệt chiếu tại làng Hới vẫn tiếp tục phát triển do chiếu vẫn là sản phẩm tiêu dùng không thể thiếu của người Việt thời kỳ này. Làng Hới trải qua một thời kỳ suy thoái ở thời kỳ bao cấp những năm 1955–1985, khi này các thợ dệt chiếu Hới sản xuất chiếu theo mô hình hợp tác xã. Do chính sách sản xuất theo chỉ tiêu kế hoạch được giao tập trung chủ yếu vào số lượng nên chất lượng của chiếu Hới thời kỳ này đã giảm sút đáng kể.

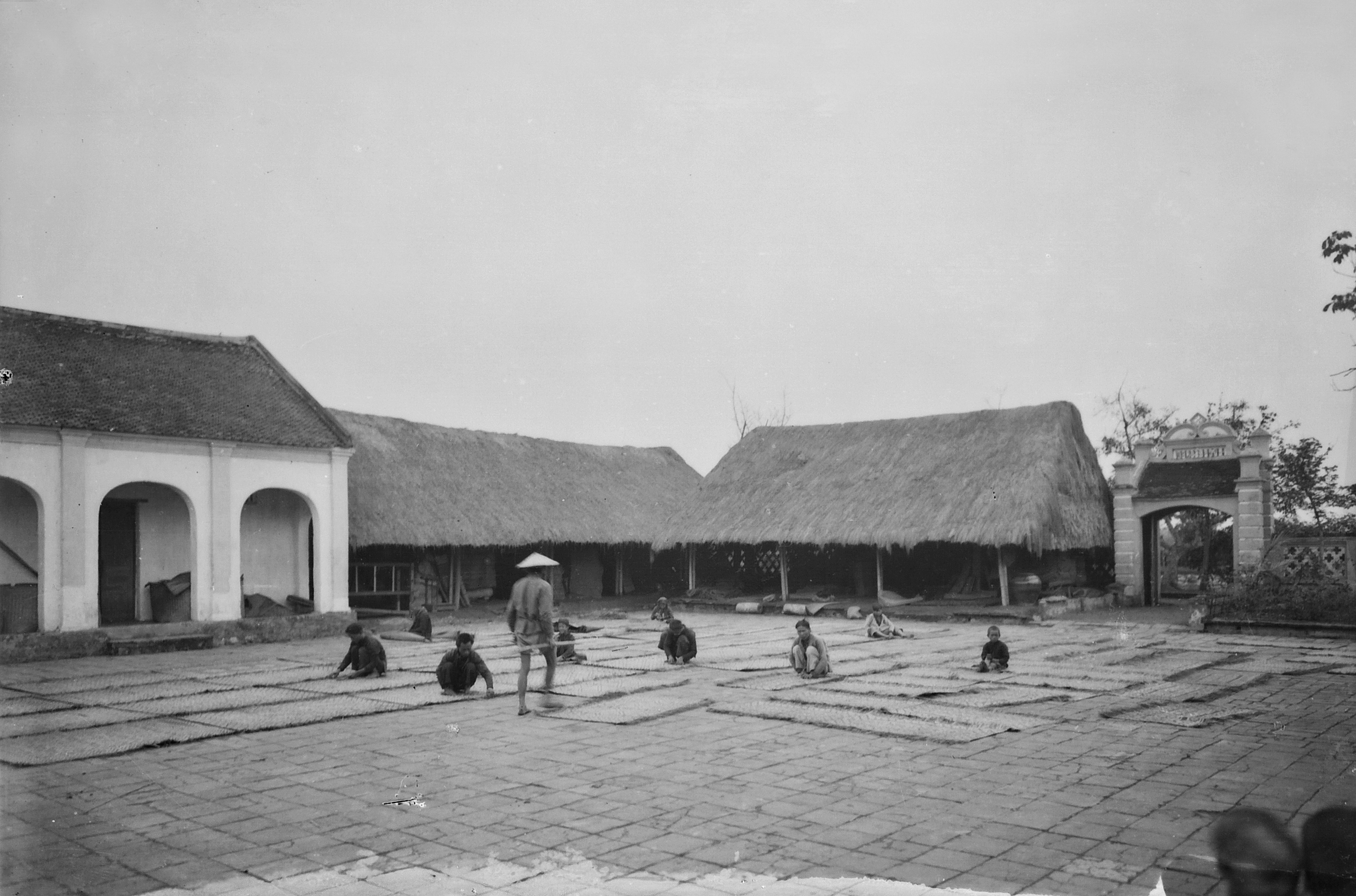
Cảnh phơi chiếu tại một xưởng làm chiếu ở làng Hới (làng Hải Triều), Thái Bình thập niên 1920.

Từ 1986–1990, theo chính sách kinh tế chung thay đổi ở thời kỳ Đổi Mới, nghề chiếu ở làng Hới đã được tái thiết lập và đã trở nên phát triển và mở rộng hơn so với trước đây. Từ thời gian này, không những làng Hới, mà cả các làng khác trong xã Tân Lễ cũng đã trở nên thịnh vượng hơn nhờ vào nghề dệt chiếu.
Đến năm 2010, tại làng Hới nói riêng và khu vực sản xuất chiếu lân cận nói chung, giá trị sản xuất nông nghiệp vẫn chiếm tỷ trọng lớn trong cơ cấu kinh tế. Tuy nhiên, cư dân của làng Hới và toàn xã Tân Lễ chủ yếu sống nhờ vào nghề dệt chiếu. Thông thường, trong một năm, các nhà nghề chiếu chỉ tập trung sản xuất với cường độ cao trong khoảng 8 tháng, các còn lại được dành cho việc sản xuất nông nghiệp. Do đó, nhiều hộ gia đình trong xã vẫn nhận ruộng để trồng lúa, nhưng phần lớn họ thuê lao động từ những người không theo nghề chiếu hoặc từ nơi khác.
Năm 2011, toàn vùng huyện Hưng Hà (gồm làng Hới) sản xuất được khoảng 5,4 triệu chiếu chiếu với khoảng 21 làng nghề dệt chiếu được chính quyền sở tại công nhận. Riêng xã Tân Lễ, trong số 3.500 hộ gia đình toàn xã có tới 80% số hộ sở hữu xưởng sản xuất chiếu với 10/14 thôn là làng nghề dệt chiếu, tổng tiêu thụ mỗi năm là 8.000 tấn cói. Đến năm 2023, số hộ làm chiếu trong cả xã Tân Lễ là 29 hộ với 90 máy dệt chiếu cói, thu hút 420 lao động, 8 cơ sở dệt chiếu nylon với 310 máy, tạo việc làm cho trên 1000 người trong xã và từ địa phương khác đến.

## Nghề dệt chiếu làng Hới
Làng Hới có nghề dệt chiếu ở làng Hới nổi tiếng đã đi vào văn học dân gian với các câu vè:

Chiếu Hới, vải Bơn, lụa Mẹo.

Ăn cơm Hom. 
Nằm giường Hòm.
Đắp chiếu Hới.

### Sơ lược phát triển

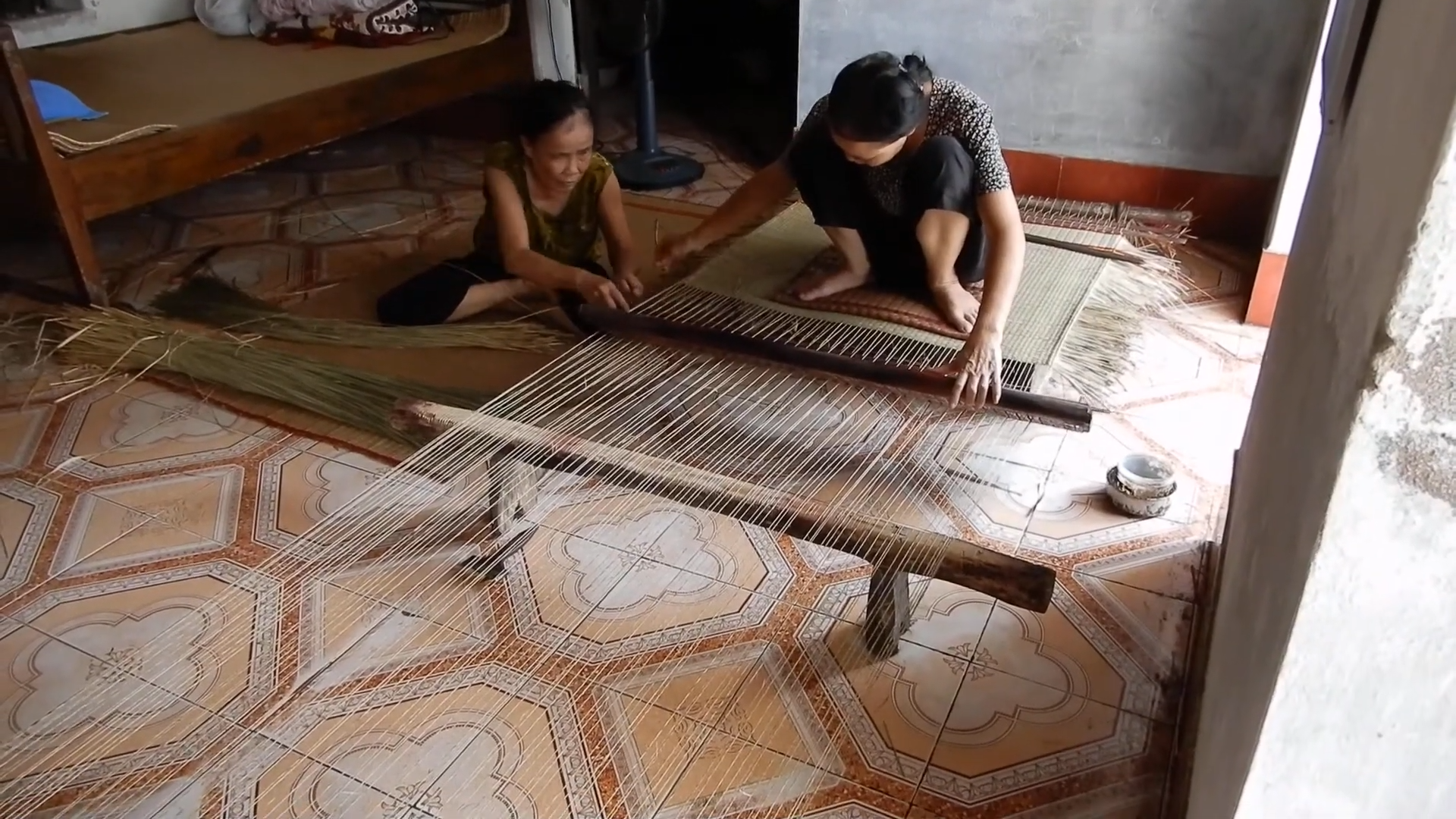
Hình ảnh về phương pháp dệt chiếu nằm thủ công với hai người dệt, trước bàn dệt là ngựa gỗ đỡ sợi cói.

Với vị trí thuận lợi trồng nguyên liệu và giao thương, người dân nơi đây đã sớm học được nghề dệt chiếu và phát triển thành làng nghề truyền thống, thuyết nói là từ thời Tiền Lê–Lý. Tuy nhiên, ban đầu làng chỉ dệt chiếu bằng phương pháp thủ công dệt bàn dệt đứng, không có ngựa đỡ sợi, cách dệt đơn giản nên sản phẩm không được đẹp và bền.
Bước ngoặt quan trọng đưa nghề dệt chiếu Hới lên một tầm cao mới là vào thế kỷ 15 khi Phạm Đôn Lễ, người làng Hới, đỗ khoa thi trạng nguyên năm 1481 thời vua Lê Thánh Tông, sau được cử đi sứ nhà Minh (Trung Quốc). Tại Ngọc Hà, châu Quế Lâm, Quảng Tây; ông Lễ đã tiếp thu và học hỏi thêm những kỹ thuật dệt chiếu nằm tiên tiến hơn. Sau khi về nước, Phạm Đôn Lễ đã tích cực chia sẻ, truyền dạy và cải tạo quy trình dệt chiếu dân chiếu làng Hới: từ kỹ thuật dệt đứng, làng chuyển sang kỹ thuật dệt nằm, có ngựa đỡ sợi. Do công lao này, ông Lễ còn được gọi là Trạng Chiếu và tôn vinh thờ cúng như tổ nghề trong làng, và làng Hới cũng là làng nghề chiếu duy nhất có tổ nghề ở Việt Nam.
Từ thời kỳ này, kỹ thuật dệt chiếu của người dân Hới có bước tiến triển lớn. Sản phẩm chiếu ra đời từ đây đẹp và bền hơn rất nhiều, đáp ứng tốt hơn nhu cầu sử dụng và ngày càng được ưa chuộng. Nghề dệt chiếu truyền thống của làng Hới từ đó có dịp phát triển mạnh mẽ, làm nên tên tuổi và trở thành một trong những mặt hàng thủ công chuộng dùng trong nhiều lĩnh vực từ sinh hoạt bình thường đến cung đình, lễ hội trong cả nước cho đến ngày nay.

### Hoạt động dệt chiếu
Cói và sợi đay là hai nguyên liệu chính để làm chiếu Hới, đây là hai loại cây rất dễ trồng ở những vùng gần sông nước, nơi có nhiều phù sa bồi đắp. Làng Hới nằm giữa hai con sông lớn là sông Hồng và sông Luộc, là khu vực thổ nhưỡng tốt để trồng những loại cây này, đồng thời vị trí này cũng là tiền đề thuận lợi trong việc giao thương mua bán các loại nguyên liệu, phẩm màu dệt chiếu khác. Nguồn cói ở đây trước được trồng chủ yếu tại địa phương, mua từ vùng Thanh Hóa hoặc các huyện lỵ trồng cói lân cận. Hiện tại do nhiều khu vực truyền thống trồng cói đã không còn, cói dùng trong hoạt động sản xuất đang được thu gom từ những vùng xa hơn như là miền Nam Việt Nam.
Sau khi thu hoạch hoặc mua về, cói sẽ được chuyển đến quy trình sản xuất chiếu. Để tạo ra một chiếc chiếu hoàn chỉnh, cói phải đi qua nhiều bước, bao gồm việc gặt cói và dựa vào loại chiếu cần tạo, sợi cói và sợi đay sẽ được nhuộm màu phù hợp hoặc để cói trắng, sau đó cói sẽ được phơi khô, làm sạch và tuyển lựa rồi tiến hành se sợi trước khi mang đi dệt. Kỹ thuật se sợi đay và cói của làng Hới được đánh giá rất cao, ít có nơi nào khác có thể theo kịp về chất lượng.

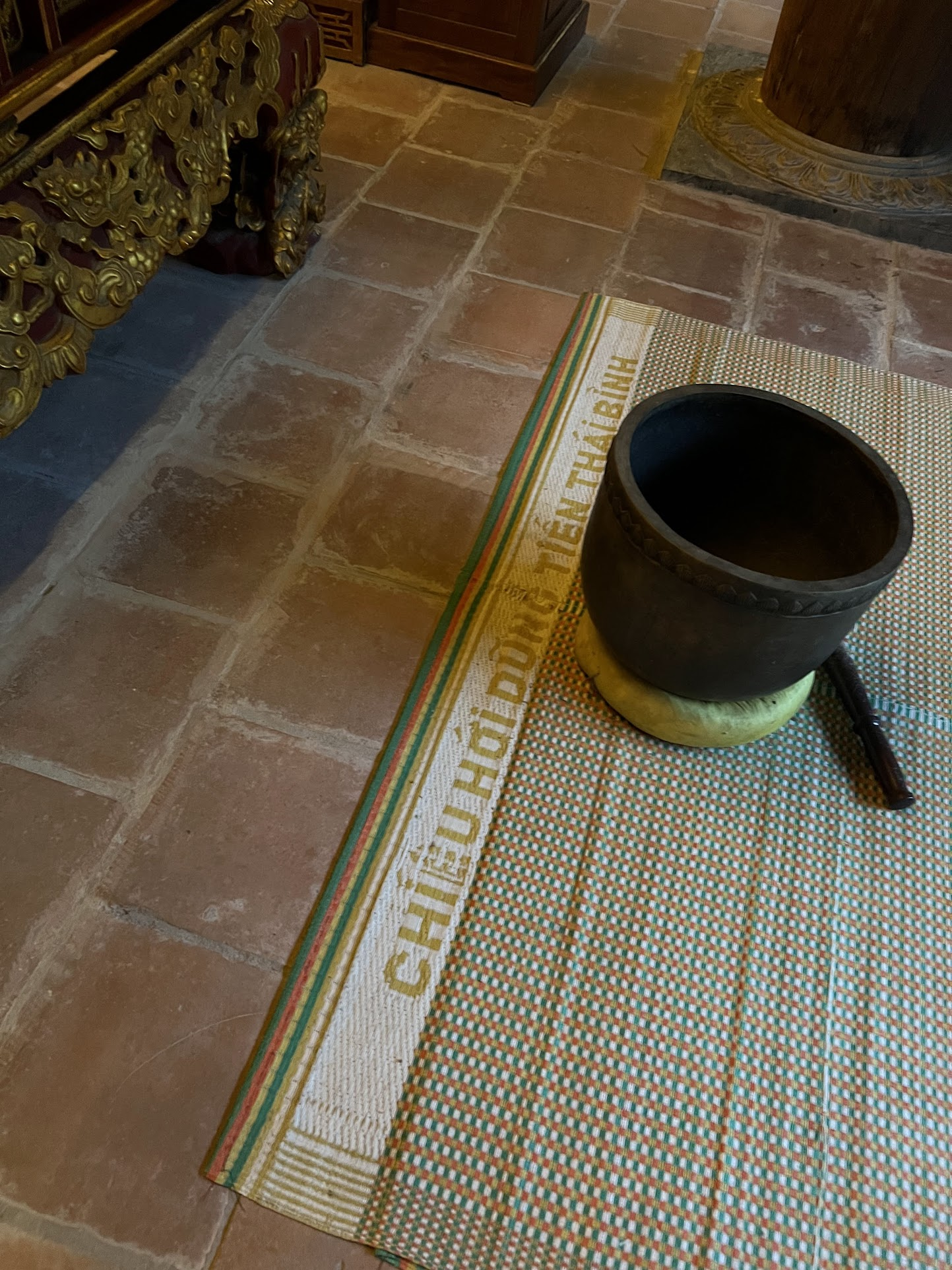
Chiếu làng Hới trong đền Trần ở Tràng An, Ninh Bình, Việt Nam.

Sau khi chuẩn bị xong nguyên liệu là công đoạn dệt chiếu. Công cụ thủ công để dệt chiếu chính là khung dệt bao gồm sáu phần liên kết với nhau thông qua những đường trân. Cọc nêm (hay còn gọi trụ đứng hoặc nọc) nối với đòn ngang để treo sợi dọc; đòn ém (hay đòn giàn, đòn ngang, suốt ngang) để kéo căng sợi dọc từ đòn bên này qua khung sang đòn bên kia; đòn kê (hay ngựa gỗ nằm đỡ sợi) có chiều dài bằng rộng chiếu, đặt cố định đỡ sợi dọc và khung dạo không chạm đất. Khung dạo là bộ phận quan trọng nhất, làm từ gỗ dày 5–6 cm, dài bằng chiều rộng chiếu. Khung này tạo mặt sợi dọc và chia đôi sợi khi khung ở tư thế sấp, ngửa để đưa sợi ngang vào và siết chặt; cây văng que (cây chuồi sợi, que chao) là một thoi dài khoảng 2 mét, đầu nhọn để quấn sợi dùng để luồn sợi dệt. Ngoài ra còn có xơ dầu làm từ sợi đay, dùng để bôi dầu lên sợi cho trơn và không đứt khi dệt.
Trước khi dệt, thợ dệt phải rũ cói, đảo cói và mắc sợi đay lên khung tạo thành mặt. Khi dệt cần hai người, một xếp cói và một dệt, có thể thay đổi vị trí. Hai người phải phối hợp nhịp nhàng: khi người dệt điều chỉnh cây về ngửa thì người xếp xếp phần gốc cọng, và ngược lại khi cây ở tư thế sấp thì xếp phần ngọn cọng. Hai người làm như vậy cho đến hoàn thành chiếc chiếu. Đó là quy trình cơ bản cho chiếu trơn thông thường. Với mỗi loại chiếu khác nhau thì kỹ thuật dệt và chuẩn bị nguyên liệu khác nhau. Với dệt máy công nghiệp, có thể chỉ cần một người đứng máy dệt duy nhất, nhưng vẫn đầy đủ các khâu và các công cụ như dệt tay vậy.
Chiếu cói sau khi đã được dệt xong theo đúng kích thước, sẽ được người thợ cẩn thận cắt bỏ những sợi cói dư thừa, phơi nắng sau đó buộc chặt (hoặc may viền) để đảm bảo độ bền. Tại thời điểm này, chiếu có thể được đưa ra thị trường hoặc được mang đi vẽ hoặc in màu để tăng thêm vẻ đẹp.
Chiếu Hới có sự đa dạng về loại hình, bao gồm chiếu cài hoa, chiếu trơn, chiếu sợi xe, trong số đó một số trở thành loại hình chiếu riêng biệt có tên riêng như chiếu Gon, chiếu Nảy. Ngoài ra, các nghệ nhân dệt chiếu nhiều kinh nghiệm nhất thường có thể dệt ra nhiều mẫu hoa văn khác nhau, từ hoa, chữ thọ, chữ lồng đến các họa tiết và hình thù phức tạp khác.
Chiếu làng Hới nổi tiếng lúc mới mua sợi mịn trắng ngà, dễ nhìn, hương thơm từ cây cói cùng với kỹ thuật làm biên chiếu riêng biệt so với các làng khác và ngoài để nằm, ngồi còn có thể dùng đắp giữ ấm được. Khi sử dụng trong thời gian dài, chiếu chuyển sang màu vàng, độ mềm mại tốt, dễ làm sạch, thoáng đãng, nước thoát nhanh, khô nhanh. Nghề dệt chiếu ở làng Hới ban đầu là dệt thủ công với công suất khoảng 1 đến 2 chiếu với hai thợ trong vòng 1 ngày; còn hiện nay có thể tăng lên tới 40 chiếu một ngày dưới sự hỗ trợ của các loại máy móc cơ khí dệt chiếu.

### Hoạt động giao thương chiếu và lễ hội

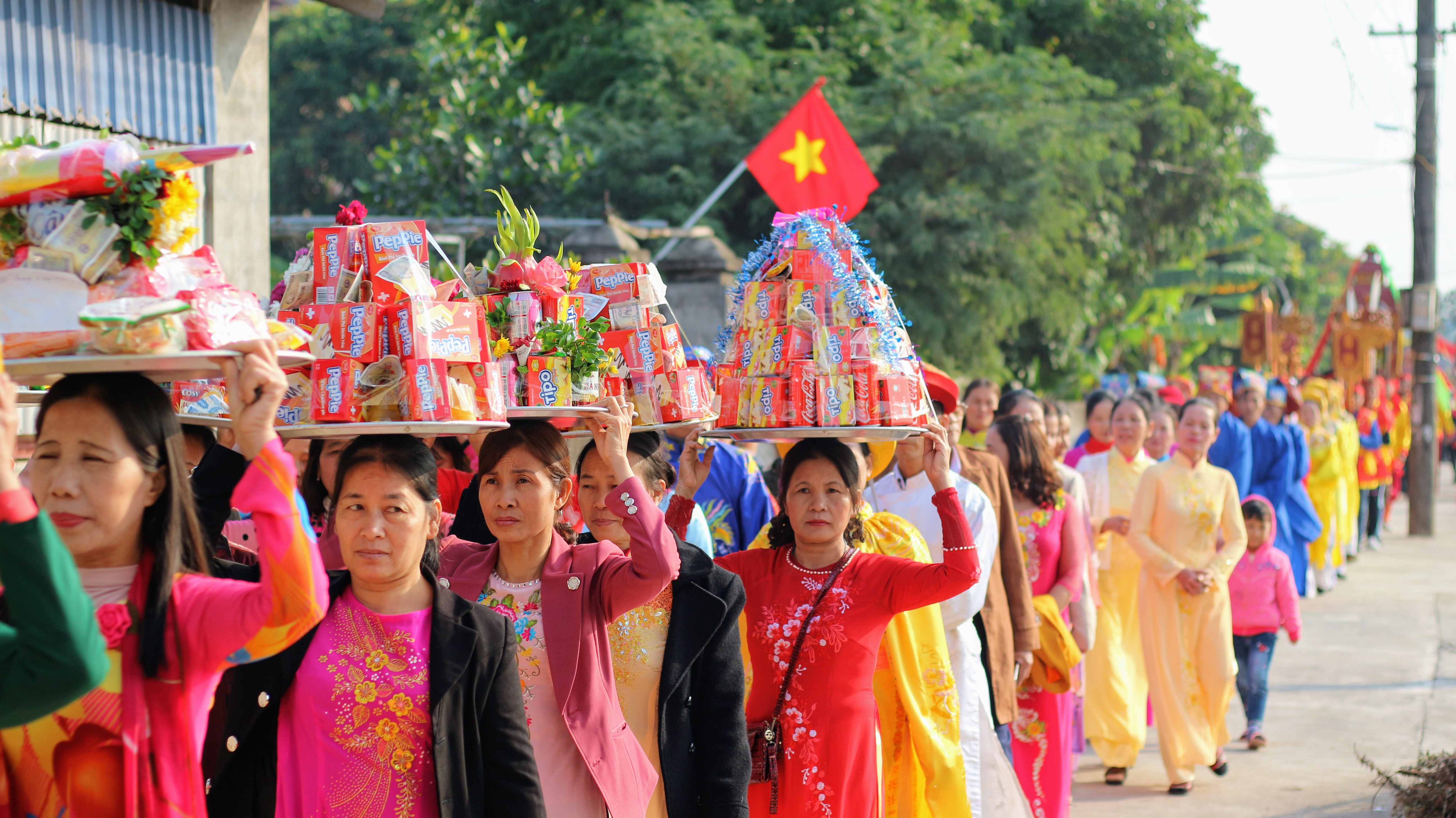
Cảnh lễ rước trong lễ hội ở làng Hới.

Từ xưa, việc giao thương chiếu của làng Hới chủ yếu qua các chợ ở gần làng. Tại đây, chiếu được thu gom và đi tiêu thụ khắp cả nước. Tương truyền chiếu làng Hới cũng từng là vật phẩm tiến vua khi xưa.
Việc mua chiếu Hới ở chợ đã trở thành một nét văn hóa dân gian ở địa phương. Tiêu biểu là hội chiếu làng Hới diễn ra định lệ ngày mồng 6 (ngày này được cho là ngày mất của Trạng nguyên Phạm Đôn Lễ) đến mùng 9 tháng giêng âm lịch. Dịp này, làng tổ chức lễ hội với nhiều hoạt động, trong đó quan trọng có lễ tế Tổ nghề và có cuộc thi dệt chiếu giữa các giáp trong sân đình. Giải thưởng không chỉ là điềm may đầu năm mà còn là tiếng tăm về tài nghệ của từng phường, ảnh hưởng đến uy tín làm nghề. Đầu mùa xuân, du khách thường mua chiếu như một phong tục cầu may, và làng tổ chức lễ hội với phiên chợ chiếu xuân sau Tết Nguyên Đán.
Đến thời Pháp thuộc, việc giao thương được mở rộng hơn, chính quyền khi này cho mở những trung tâm dệt chiếu và thu gom chiếu thành phẩm ở những khu vực lân cận Luật Trung (Kiến Xương), Diêm Điền (Thái Thụy) để đưa đi Hồng Kông hoặc châu Âu. Hiện tại, việc trao đổi chiếu vẫn diễn ra ở các chợ hoặc thông qua các đại lý nguyên liệu kiêm tiêu thụ, như thống kê năm 2016, khu vực có 6 đại lý chính đảm nhiệm việc cung cấp nguyên liệu và mua lại sản phẩm. Hầu hết chiếu được các đại lý thu mua và phân phối đến nhiều vùng khác trên cả Việt Nam, hay xuất khẩu đi Lào, Campuchia, Thái Lan,... còn số lượng chiếu được tiêu thụ trực tiếp tại địa phương không nhiều. Theo thống kê năm 2023, tổng thu nhập từ nghề chiếu ở khu vực xã Tân Lễ (gồm làng Hới) ước đạt 572 tỷ đồng/năm, thu nhập đầu người bình quân từ 72 đến 96 triệu đồng một năm.

## Nhân vật nổi tiếng
- Nguyễn Thị Lộ (1400 (?)–1442), nữ quan triều Hậu Lê, vợ lẽ Nguyễn Trãi, liên quan đến vụ án Lệ Chi viên.[29]
- Phạm Đôn Lễ (1457–1531), trạng nguyên đỗ đầu tam khoa triều vua Lê Thánh Tông, làm chức quan đến chức thượng thư có công lớn trong triều đình và giúp dân làng phát triển nghề dệt chiếu. Danh gọi Tam Nguyên Đôn Lễ hay Trạng Chiếu.[1]
- Đặng Ất (1494–?), đỗ tiến sĩ năm Quang Thiệu thứ 3 (vua Lê Chiêu Tông, 1518), làm đến chức Giám sát Ngự sử. Sau nhà Mạc cướp ngôi nhà Lê sơ, ông không phục vụ tân triều nên bị vua Mạc Thái Tổ giết.[30][31]

## Di sản
Thống kê đầu thập niên 1930, làng có hai đình, một miếu và một chùa.
- Đình Thần làng thờ Đông Hải Đại Vương Đoàn Thượng[3] phối thờ Phúc Thần–Tổ nghề chiếu là ông Phạm Đôn Lễ.[32]
- Miếu thờ bà Nguyễn Thị Lộ, đối diện với đình làng.[29]
- Chùa Hới.[33]